# Volkswagen Sharan
Volkswagen Sharan este un vehicul comercializat de producătorul german de automobile Volkswagen.